# Martin Brandlhuber
Martin Brandlhuber (1978) è un ex sciatore alpino e sciatore freestyle tedesco.

## Biografia
Attivo principalmente nello sci alpino, in Coppa Europa Brandlhuber esordì il 10 dicembre 1995 in Val Gardena in discesa libera (45º), ottenne il miglior piazzamento il 16 febbraio 1999 a Ravascletto in slalom speciale (26º) e prese per l'ultima volta il via l'11 febbraio 2003 a Oberjoch nella medesima specialità, senza completare la prova. Nella stagione 2003-2004 disputò anche due gare della Coppa del Mondo di freestyle, il 23 novembre a Saas-Fee e il 18 gennaio a Laax, classificandosi rispettivamente 78º e 31º; si ritirò al termine della stagione 2003-2004 e la sua ultima gara fu uno slalom speciale FIS disputato il 14 marzo a Bischofswiesen. Non debuttò nella Coppa del Mondo di sci alpino né prese parte a rassegne olimpiche o iridate.

## Palmarès

### Sci alpino

#### Campionati tedeschi
- 1 medaglia:
  - 1 bronzo (slalom speciale nel 1998)